# Coney Island
Coney Island è una penisola e un quartiere situato nella zona meridionale della circoscrizione (borough) di Brooklyn a New York City. Il quartiere è delimitato da Brighton Beach e Manhattan Beach ad est, Lower New York Bay a sud e ovest, e Gravesend a nord. Conosciuta per le sue spiagge e per i suoi luna park, è abitata da circa 60.000 persone.
Fa parte del 13º distretto della comunità di Brooklyn ed è pattugliata dal 60º distretto della polizia di New York City.

## Storia
Coney Island è una piccola penisola a est di Manhattan, all'interno del territorio di Brooklyn. Il nome Coney deriva dalla lingua olandese Konjn ovvero coniglio. Infatti, quando nell'anno 1654 fu barattata dai primi coloni olandesi in cambio di fucili e munizioni, l'isola vedeva una grande popolazione di conigli. A Coney Island, attorno al 1870, fu inventato l'hot dog. Il 1903 fu un anno importante nella storia di Coney, venne infatti aperto il primo parco dei divertimenti, denominato Luna Park, da cui è derivato l'uso comune del termine. Vennero in seguito costruiti ippodromi, saloon, alberghi e casinò, oltre che lo straordinario Dreamland (altro parco tematico analogo al Luna). Il 15 aprile 1931, in un ristorante della zona, Bugsy Siegel, Vito Genovese, Joe Adonis e Albert Anastasia uccisero su ordine di Lucky Luciano il potente boss Joe Masseria, mettendo così fine alla cosiddetta «Guerra castellammarese». Ma con la grande depressione e il devastante incendio del 1932, le grandi masse di cittadini newyorkesi abbandonarono Coney Island e, di conseguenza, tutte le strutture turistiche chiusero i battenti l'una dopo l'altra.
Tale processo di lento degrado è giunto fino ai giorni nostri: il territorio di Coney Island porta le tracce degli splendori del passato, ma sull'isola sono presenti soprattutto centinaia di venditori di souvenir e di piccoli stabilimenti stagionali atti all'intrattenimento. L'importanza architettonica che Coney Island ha avuto per il territorio newyorkese è elevatissima, essa è stata infatti piattaforma di sperimentazione urbanistica di quelli che sono stati poi i piani di crescita di Manhattan. Un esempio è la Passerella Riegelmann, che collega alcune delle maggiori attrazioni del posto.
Lo skyline di Coney Island è entrato nell'immaginario collettivo grazie alla ruota panoramica Wonder Wheel e all'ottovolante Cyclone, e sul suo territorio sono ancora nel ventunesimo secolo visibili alcuni degli edifici di più antica costruzione dell'intero Stato di New York. Non a caso alla storia di Coney Island è dedicato un capitolo del saggio di architettura Delirious New York dell'archistar Rem Koolhaas. Un aspetto peculiare della vita sociale di Coney Island è la pallacanestro, soprattutto quella giocata nei campetti all'aperto (playground). Da Coney Island provengono i cestisti Stephon Marbury e Sebastian Telfair.

## Trasporti
- Coney Island-Stillwell Avenue

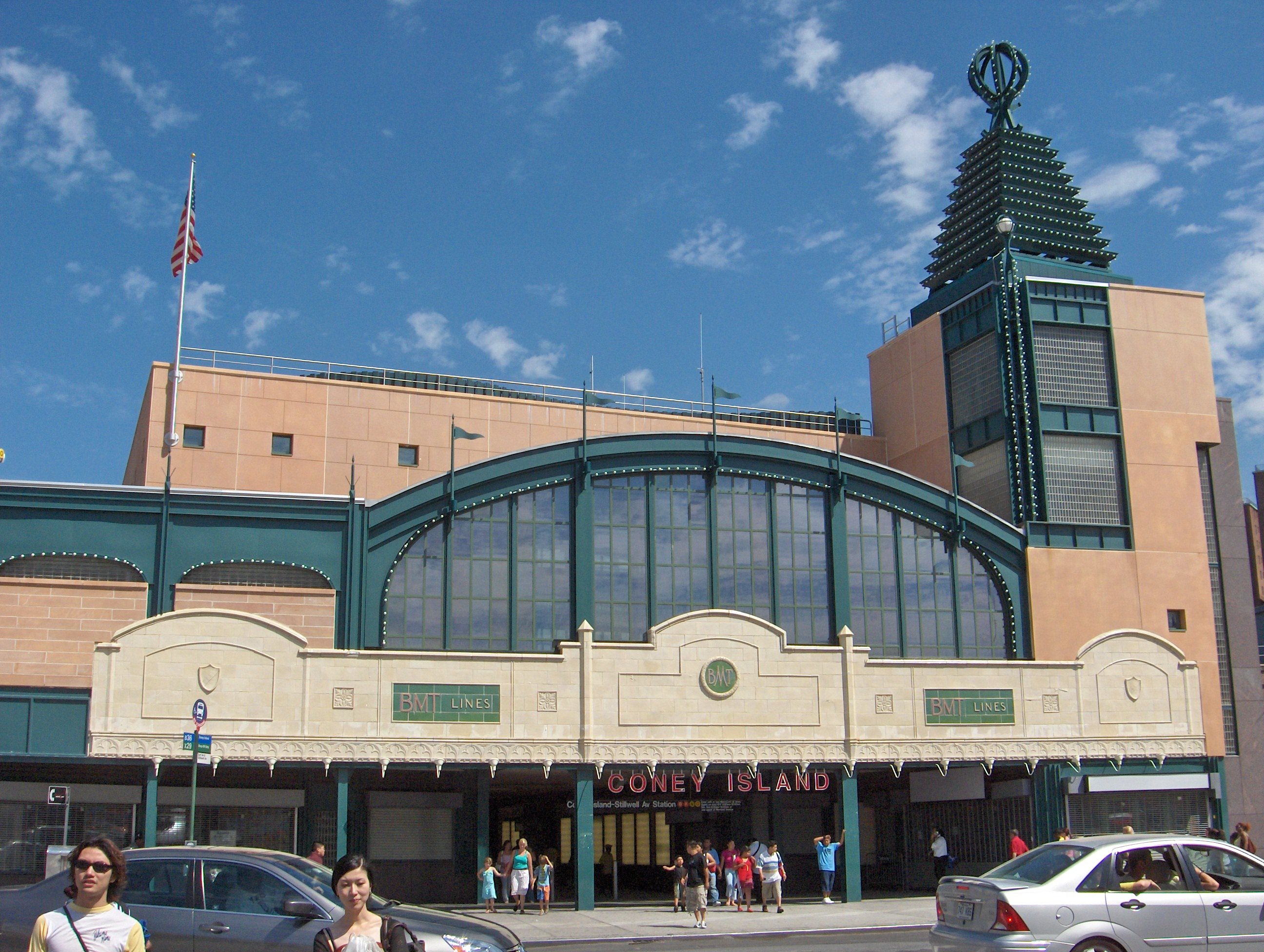
Coney Island-Stillwell Avenue

- West Eighth Street-New York Aquarium
- Ocean Parkway

## Eventi
Se il tempo lo consente, nella seconda metà di ottobre durante i giorni della ricorrenza ebraica di Sukkot (cioè la “Festa delle Capanne”), centinaia di famiglie di ebrei ortodossi si trovano a celebrare l'importante ricorrenza con i loro bambini lungo l'ampia spiaggia di Coney Island che, in questo periodo dell'anno, è solitamente deserta.

## Riferimenti nella cultura di massa
- Uno dei brani iniziali del musical Love Never Dies di Andrew Lloyd Webber, dal titolo "Coney Island Waltz (Are you ready to begin?"), è chiaramente dedicato a Coney Island.
- Il brano Sleep dell'album Lift Your Skinny Fists Like Antennas to Heaven della band canadese Godspeed You! Black Emperor si apre con un'intervista a un anziano che parla del cambiamento di Coney Island avvenuto con il passare degli anni.
- Nel 1976 Lou Reed ha pubblicato l'album Coney Island baby. Il titolo è stato poi ripreso dal fumetto italiano Lazarus Ledd, che ha pubblicato un albo omonimo nel 1994.
- La serie Mr. Robot è in parte ambientata nell'iconica Coney Island.
- Nel film I guerrieri della notte, la banda dei Warriors proviene da Coney Island.
- Nel 2020 la cantante americana Taylor Swift inserisce nel suo album Evermore una canzone intitolata proprio Coney Island.